# Pișceanka, Snovsk
Pișceanka (în ucraineană Піщанка) este un sat în comuna Jovid din raionul Snovsk, regiunea Cernihiv, Ucraina.

## Demografie
Componența lingvistică a localității Pișceanka
     Ucraineană (94,67%)
     Rusă (5,33%)
Conform recensământului din 2001, majoritatea populației localității Pișceanka era vorbitoare de ucraineană (94,67%), existând în minoritate și vorbitori de rusă (5,33%).